# Yang Yang (A)
Yang Yang (楊揚S, Yáng YángP; Harbin, 24 agosto 1976) è un'ex pattinatrice di short track cinese.
Generalmente viene chiamata Yang Yang (A) per distinguerla da un'ex atleta cinese omonima, anche lei pattinatrice di velocità, chiamata Yang Yang (S). Il suo nome significa bandiera volante.

## Biografia
Residente a Pechino, il suo allenatore era Quingshan Xin, mentre il suo hobby è il lavoro a maglia. È alta 1,65 metri e ha un peso forma di 60 kg (2003). Entrò in nazionale nel 1995, ma nel 1996 l'iperallenamento fece sì che ottenesse cattivi risultati. Con l'aiuto dell'amica Lu Chen, pattinatrice di figura, nel 1997 ritrovò la fiducia in sé stessa e da allora dominò la scena mondiale per diversi anni: tra il 1997 e il 2002 ha vinto sei campionati mondiali assoluti consecutivi, gareggiando in tutte le specialità, raggiungendo 22 finali su 24 possibili e vincendone 15.
Tra le altre cose, ha stabilito per ben due volte il record femminile assoluto di 123 punti (il secondo miglior punteggio, 105 punti, è ancora suo, e il terzo è di 84 punti). Negli anni seguenti ha vinto di meno, ma ha ancora ottenuto un secondo posto assoluto nel 2003 e una vittoria nei 1500 m nel 2005, più alcune medaglie in staffetta. I suoi risultati ne fanno una delle più grandi atlete nella storia dei Giochi olimpici invernali così come nella storia della Cina.
Ai Giochi di Nagano 1998, rimase fuori dalle medaglie nelle gare individuali, vincendo l'argento con la staffetta, e ai Giochi di Salt Lake City 2002 vinse due medaglie d'oro nei 500 e nei 1000 metri (le prime per la Cina in tutta la storia dei Giochi olimpici invernali), più un altro argento in staffetta. Nel 2003 si è trasferita negli Stati Uniti per studiare inglese all'Università dello Utah e alla San Francisco University, saltando così quasi completamente la stagione 2003-2004.
Nell'estate 2004 è tornata a Pechino, ed ha ripreso ad allenarsi per partecipare a Torino 2006 e per allevare una nuova generazione di pattinatrici cinesi. Ai XX Giochi olimpici invernali è stata la portabandiera della Cina nella Cerimonia di apertura dei XX Giochi olimpici invernali, prima donna cinese scelta come alfiere ai Giochi olimpici. In gara ha vinto la medaglia di bronzo sui 1000 m.

## Curiosità
Nei risultati ufficiali il suo nome è riportato come Yang Yang (A), per distinguerla dalla sua compagna di squadra Yang Yang (S), della quale non è parente. Originariamente veniva chiamata Yang Yang (L), per large («grosso», in inglese) e la compagna di squadra veniva chiamata Yang Yang (S) stava per small («piccolo»). Ma il comitato olimpico di Torino 2006 ha trovato il primo termine offensivo e lo ha sostituito con Yang Yang (A). Benché i due nomi siano identici, i loro significati sono completamente diversi: quello di Yang Yang (A) significa bandiera volante, quello di Yang Yang (S) significa luce del sole.
Anche dopo che Yang Yang (S), si è ritirata, Yang Yang (A) ha continuato a usare il suo nome esteso, a cui si era affezionata.
Le due atlete hanno vinto insieme due medaglie d'argento in staffetta, alle olimpiadi di Nagano e di Salt Lake City, e nella gara dei 1000 metri di Salt Lake City sono salite sul podio insieme (al primo e terzo posto).

## Palmarès

### Olimpiadi
- medaglia d'oro nei 500 metri e nei 1000 metri a Salt Lake City 2002
- medaglia d'argento nella staffetta a Nagano 1998 ed a Salt Lake City 2002
- medaglia di bronzo nei 1000 metri a Torino 2006

### Mondiali
- Guildford 1994:    (3000 m staffetta)
  - Mondiali a squadre di Zoetermeer 1995:
- L'Aia 1996:  (3000 m staffetta)
- Nagano 1997:  (500 m)  (1000 m) (generale)  (3000 m)
- Vienna 1998:  (1000 m)  (1500 m)  (generale)  (3000 m staffetta)  (3000 m)
  - Mondiali a squadre di Bormio 1998
- Sofia 1999:  (500 m)  (1000 m)  (3000 m)  (generale)  (3000 m staffetta)  (1500 m)
  - Mondiali a squadre di St. Louis 1999:
- Sheffield 2000:  (1000 m)  (1500 m)  (generale)  (3000 m)  (3000 m staffetta)
  - Mondiali a squadre di L'Aia 2000:
- Jeonju 2001:  (1000 m)  (1500 m)  (generale)  (3000 m)  (3000 m staffetta)
  - Mondiali a squadre di Nobeyama 2001:
- Montréal 2002:  (500 m)  (1000 m)  (1500 m)  (generale)  (3000 m staffetta)
  - Mondiali a squadre di Milwaukee 2002:
- Varsavia 2003: (500 m)  (3000 m staffetta)  (generale)  (1000 m)  (1500 m)
  - Mondiali a squadre di Sofia 2003:
- Pechino 2005:  (500 m)  (3000 m staffetta)
  - Mondiali a squadre di Chuncheon 2005:

Titoli per specialità
 (32)
- "classifica generale" nel 1998, 1999, 2000, 2001 e 2002 (5 volte)
- nei 3000 m nel 1999 e 2001 (2 volte)
- 1500 m nel 1998, 2000, 2001, 2002 e 2005 (4 volte)
- 1000 m nel 1997, 1998, 1999, 2000, 2001 e 2002 (6 volte)
- 500 m nel 1997, 1999, 2002, 2003 e 2005 (5 volte)
- staffetta nel 1998, 1999, 2000, 2001 e 2003 (5 volte)
- Mondiali a squadre nel 1998, 1999, 2000 e 2001 (4 volte)

 (13)
- "classifica generale" nel 2003
- 3000 m nel 1998 e 2000
- 1500 m nel 1999
- 500 m nel 2000
- staffetta nel 1994, 1996, 2002 e 2005
- Mondiali a squadre nel 1995, 2002, 2003 e 2005

 (5)
- 3000 m nel 1994 e 1997
- 1500 m nel 2003
- 1000 m nel 2003
- 500 m nel 1994